# 標準報酬
標準報酬（ひょうじゅんほうしゅう）とは、日本の社会保険（特に被用者保険）における概念で、被保険者が受けた報酬等を所定の区分によって計算すること、又はそうして求めた額あるいは基準となる額のことを指す。各保険の保険料等の算出根拠となる。
日本では、保険料等の算出に際して、労働保険の場合は実際に支払われた賃金額を用いるのに対して、社会保険ではあらかじめ基準となる額を定めておいて、その基準額周辺の報酬を得ている被保険者は全員その基準額を用いて保険料等を算出する。

## 用語の定義
- 「報酬」とは、「賃金、給料、俸給、手当、賞与その他いかなる名称であるかを問わず、労働者が労働の対償として受けるすべてのものをいう。ただし、臨時に受けるもの及び3月を超える期間ごとに受けるものは、この限りでない」（健康保険法第3条5項）。
- 「賞与」とは、「賃金、給料、俸給、手当、賞与その他いかなる名称であるかを問わず、労働者が、労働の対償として受けるすべてのもののうち、3月を超える期間ごとに受けるものをいう」（健康保険法第3条6項）。
  - 「通常の報酬」、「賞与に係る報酬」及び「賞与」は、名称の如何にかかわらず、2以上の異なる性質を有するものであることが諸規定又は賃金台帳等から明らかな場合には、同一の性質を有すると認められるもの毎に判別するものであること。「賞与」について、7月2日以降新たにその支給が諸規定に定められた場合には、年間を通じ4回以上の支給につき客観的に定められているときであっても、次期標準報酬月額の定時決定(7月、8月又は9月の随時改定を含む。)による標準報酬月額が適用されるまでの間は、賞与に係る報酬に該当しないものとすること（平成30年7月30日保保発0730第1号／年管管発0730第1号）。つまり、「賞与」に該当するかどうかは、毎年7月1日現在における支給実態によって定め、年度途中で給与規定の改定があっても、7～9月に随時改定を行わない限り、次の定時決定まで扱いを変更しない。1ヶ月を超える期間にわたる事由によって算定される賃金が分割して毎月支払われる場合は「賞与」として扱う。
  - 「報酬」に含まれるものは、基本給のほかにも、能率給、奨励給、役付手当、職階手当、特別勤務手当、勤務地手当、物価手当、通勤手当、住宅手当、別居手当、早出残業手当、日直手当、宿直手当などはすべて報酬と解釈されている。通勤手当はその支給の方法として一応3ヵ月又は6ヵ月ごとに支給されているとしても、支給の実態は原則として毎月の通勤に対し支給され、被保険者の通常の生計費の一部に当てられているのであるから、これら支給の実態に基づいて当然報酬と解する（昭和27年12月4日保文発7241号）。なお協会けんぽにおいて、事業主が負担すべき出張旅費を被保険者が立て替え、その立て替えた実費を弁償する目的で被保険者に出張旅費が支給された場合、当該出張旅費は労働の対償とは認められないため「報酬」に該当しない（平成29年6月2日事務連絡）。
  - 「臨時に受けるもの」とは、「被保険者が常態として受ける報酬以外のもので狭義に解するものとすること」とされている（昭和23年7月12日保発1号）。具体的には、大入袋や見舞金、餞別などが該当する。これらは標準報酬の算定上は「報酬」でも「賞与」でもない。
  - 報酬又は賞与の全部又は一部が、通貨以外のもので支払われる場合（現物給与）においては、その価額は、その地方（被保険者の勤務地（本社管理の場合も本社ではなく勤務地）。派遣労働者については派遣元の所在地）の時価によって、厚生労働大臣が定める。ただし健康保険組合の場合は、規約で別段の定めをすることができる（健康保険法第46条）。現在、「厚生労働大臣が定める現物給与の価額」（平成24年厚生労働省告示第36号、最終改正令和3年厚生労働省告示第58号）が告示されていて、都道府県ごとに「食事」「住宅」「その他」について定められたこの価額に当てはめて現物給与の価額が決定される。この厚生労働大臣の権限については、権限の委任・委託は行われていない。
  - 解雇予告手当（労働基準法第20条）や傷病手当金・出産手当金は「報酬」には含まれないので、これらから保険料を控除することはできない（解雇予告手当について、昭和24年6月24日保発1175号）[1]。退職金は原則として報酬や賞与には該当しないが（昭和24年6月24日保発1175号）、被保険者の在職時に、退職金相当額の全部又は一部を給与や賞与に上乗せするなど前払いされる場合は、労働の対償としての性格が明確であり、被保険者の通常の生計にあてられる経常的な収入としての意義を有することから、原則として「報酬」又は「賞与」に該当する（平成15年10月1日保保発1001002号、庁保発1001001号）。

## 標準報酬月額
被保険者の報酬の月額を等級区分に当てはめることによって保険者等が決定する。同時に2以上の事業所で報酬を受ける被保険者については、各事業所から受ける報酬について報酬月額を算定し、その各報酬月額の合算額をその者の報酬月額として、標準報酬月額を決定する（健康保険法第44条3項）。
健康保険・船員保険
- 2016年（平成28年）4月の改定により、現在、第1級58,000円（報酬月額が63,000円以下）〜第50級1,390,000円（報酬月額が1,355,000円以上）の50等級（健康保険法第40条1項）。
- 健康保険では、毎年3月31日における標準報酬月額等級の最高等級に該当する被保険者数の被保険者総数に占める割合が1.5%を超えその状態が継続すると認められるときは、厚生労働大臣は社会保障審議会の意見を聞いて、その年の9月1日から政令により最高等級該当者の割合が0.5%未満にならない限度で、当該最高等級の上にさらに等級を加える等級区分の改定を行うことができる（健康保険法第40条2項、3項）。船員保険では、被保険者の受ける報酬の水準に著しい変動があった場合においては、変動後の水準に照らし、速やかに、改定を行うものとする、とされている（船員保険法第16条2項）。

厚生年金
- 2020年（令和2年）9月の改定により、現在、第1級88,000円（報酬月額が93,000円未満）〜第32級650,000円（報酬月額が635,000円以上）の32等級（厚生年金保険法第20条1項）。厚生年金の1級～32級は、健康保険等の4級～35級に相当する。
- 毎年3月31日における全被保険者の標準報酬月額を平均した額の2倍に相当する額が標準報酬月額等級の最高等級の標準報酬月額を超える場合において、その状態が継続すると認められるときは、その年の9月1日から、健康保険法に規定する標準報酬月額の等級区分を参酌して、政令で、当該最高等級の上に更に等級を加える標準報酬月額の等級区分の改定を行うことができる（厚生年金保険法第20条2項）。

### 標準報酬月額の決定
特記しない限り、健康保険・船員保険と厚生年金とで共通であり、以下この節では健康保険法の条項に基づいて述べる。

#### 定時決定
毎年7月1日現在使用される事業所において、同日前3ヶ月間（その事業所に継続して使用された期間に限り、かつ報酬支払基礎日数が17日（4分の3要件を満たさない短時間労働者については11日。以下同じ）未満である月があるときはその月を除く）に受けた報酬の総額をその期間の月数で除して得た額（報酬月額）に基づき、標準報酬月額等級表の等級区分によって定められる（第41条）。つまり、通常は4～6月に実際に支払われた賃金（何月分であるかではなく）を用いて算定する。
- 「報酬支払基礎日数」とは、月給制であれば通常は就業規則等に定める所定労働日数が「報酬支払基礎日数」となるが、欠勤日数に応じ給与が差し引かれる場合は、所定労働日数から当該欠勤日数を控除した日数となる。
  - 支払基礎日数について、例えば夜勤労働者で日をまたぐ勤務を行っている場合は、以下のように取り扱う（令和3年4月1日事務連絡）。
    1. 夜勤勤務者が月給で給与の支払いを受けている場合→各月の暦日数を支払基礎日数とする。
    2. 夜勤勤務者が日給で給与の支払いを受けている場合→給与支払いの基礎となる出勤回数を支払基礎日数とする。ただし、変形労働時間制を導入している場合は、下記の3.に準じて取り扱う。
    3. 夜勤勤務者が時給で給与の支払を受けている場合→各月の総労働時間をその事業所における所定労働時間で除して得られた日数を支払基礎日数とする。なお、勤務中に仮眠時間等が設けられている場合、これを労働時間に含めるか否かは、その事業所の業務の実態、契約内容、就業規則等によって仮眠時間等が給与支払いの対象となる時間に含まれているかどうかを確認することで判断する。
- 3ヶ月とも報酬支払基礎日数が17日未満である場合や報酬を受けられなかった場合は、引き続き従前の報酬月額を用いる（従前の標準報酬月額のままとなる）。
- 定時決定の対象月に一時帰休が行われ通常より低額の休業手当が支払われた場合は、原則としてその休業手当をもって算定する。ただし、決定の際にすでに一時帰休の状態が解消している場合は、当該定時決定を行う年の9月以降に受けるべき報酬をもって算定する。決定後に一時帰休が解消した場合は随時改定の対象となる。
- 介護休業期間中の場合は、休業開始直前の報酬月額を用いて算定する（休業開始直前の標準報酬月額のままとなる。平成11年3月31日保険発46号・庁保険発9号）。
- 短時間就労者については、4~6月の報酬支払基礎日数により、以下のようにする。
  - 3ヶ月間とも17日以上であれば、3ヶ月間の報酬月額の平均額をもとに決定する。
  - 1ヶ月でも17日以上の月があれば、17日以上の月の報酬月額の平均額をもとに決定する。
  - 3ヶ月とも15日以上17日未満であれば、3ヶ月間の報酬月額の平均額をもとに決定する。
  - 1ヶ月でも15日以上17日未満の月があれば、15日以上17日未満の月の報酬月額の平均額をもとに決定する。
  - 3ヶ月とも15日未満であれば、従前の標準報酬月額で決定する。
- 6月1日から7月1日までの間に被保険者資格を取得した者、7月～9月に随時改定、育児休業等終了時改定、産前産後休業終了時改定を予定している者については、定時決定の対象としない。
- この方法で算出することが著しく不当なときは、保険者等が報酬月額を算定する（保険者等算定）。具体的には次のとおりである。なお健康保険組合の場合は、保険者等算定の方法は規約に定めなければならない。
  - 4～6月に、3月分以前の給与の遅配・遡及昇給がありその差額を一括して受ける場合、その差額分を差し引いて算定する。
  - 4～6月に、低額の休職給・ストライキによる賃金カットがあった場合、その月を除いて算定する。3月ともあった場合は、引き続き従前の報酬月額を用いる（従前の標準報酬月額のままとなる）。
  - 4～6月の3月間の報酬の月平均額から算出した標準報酬月額と、前年7月~当年6月までの報酬の月平均額から算出した標準報酬月額との間に2等級以上の差が生じた場合で、当該差が業務の性質上例年発生することが見込まれる場合、年間報酬の平均で算定する。

定時決定された標準報酬月額は、その年の9月から翌年8月まで有効である。事業主は、毎年7月1日現に使用する被保険者（定時決定の対象とされない者を除く）の報酬月額について、7月10日までに日本年金機構等（健康保険では、保険者が協会けんぽの場合は日本年金機構、健康保険組合の場合は当該健康保険組合。船員保険では日本年金機構。厚生年金では各実施機関。以下「機構等」と略す。）に届け出なければならない（規則第25条）。「算定基礎届」という。

#### 資格取得時決定
新規採用時等、被保険者の資格を取得した段階で決定する標準報酬月額は、一定期間（月給・週給制等）によって報酬が定められている場合はその報酬の額をその期間の総日数で除した額の30倍を報酬月額とする（第42条）。日給制、時給制、出来高、請負によって報酬が定められている場合は、被保険者資格取得時前1月間において同様の業務に従事した者が受ける同様の報酬を平均した額となる。これらの方法で算定することが困難であるものについては、被保険者の資格を取得した月前1月間に、その地方で同様の業務に従事し、かつ同様の報酬を受ける者が受けた報酬の額を報酬月額とする。
- 会社都合により採用当初より自宅待機となり休業手当が支払われるとき、その休業手当に基づいて報酬月額を算定する。その後に自宅待機が解消したときは、随時改定の対象となる。

資格取得時決定による標準報酬月額は、1月から5月に決定があったときはその年の8月まで、6月から12月までに決定があった場合は翌年の8月まで有効である。事業主は、被保険者の資格を取得した日から5日以内（船舶所有者は10日以内）に、被保険者資格取得届を機構等に提出することで、報酬月額を届け出る（規則第24条）。

#### 随時改定
報酬月額に大幅な変動があったときは、年の途中でも標準報酬月額を改定できる（第43条）。ただし固定的賃金の変動のみが対象で、超過手当等の変動的賃金の大幅な変動があっても随時改定は行わない。実際に昇給・降給による賃金が支払われた月から起算して3月間に受けた報酬の総額を3で除して得た額を随時改定後（実際に昇給・降給による賃金が支払われた月から起算して4月目以後）の報酬月額とする（昭和36年1月26日保発4号）。報酬支払基礎日数が17日未満である月があるときは随時改定は行わない。
- 「大幅な変動」とは、おもに2等級以上に相当する差が生じたときをいうが、以下の場合は「大幅な変動」として扱う。
  - 49級の者の報酬平均月額が1,415,000円以上となったために50級となった場合
  - 報酬月額1,415,000円以上の50級の者が、報酬平均月額1,355,000円以下となったために49級となった場合
  - 報酬月額53,000円以下の1級の者が、報酬平均月額63,000円以上となったために2級となった場合
  - 2級の者の報酬平均月額が53,000円以下となったために1級となった場合
- 一時帰休に伴い就労していたならば受けられたであろう報酬よりも低額な休業手当が支払われることとなった場合は、これを固定的賃金の変動とみなし、その状態が継続して3月を超える場合には随時改定の対象となる。その後に一時帰休が解消した場合も随時改定の対象となる。
- 労働基準法第91条による減給制裁は固定的賃金の変動には当たらないため、随時改定の対象とはならない。また、同月に固定的賃金の変動（増額）があった場合は、変動した固定的賃金の支給実績があった月を起算月として、減給制裁と役職手当等を併せた報酬全体で2等級以上の差が生じれば、随時改定に該当する（起算月をずらしたり、減給が無かった場合の金額で算定したりすることはできない。）（令和3年4月1日事務連絡）。
- 現物給与の標準価額が告示により改正された場合、単価の変更は、固定的賃金の変動に該当することから、随時改定の対象となる。なお、現物給与の価額に関して規約で別段の定めをしている健康保険組合が管掌する被保険者については、当該規約の定めによる価額の変更がなければ、随時改定の対象にはならない（令和3年4月1日事務連絡）。

決定された標準報酬月額は、1月から6月までに改定があった場合はその年8月まで、7月から12月までに改定があった場合は翌年の8月まで有効である。事業主は、要件に該当したときは速やかに（船舶所有者は10日以内に）報酬月額変更届を機構等に提出しなければならない。「月額変更届」という。

#### 育児休業等終了時改定
3歳未満の子を養育する被保険者が、育児休業等（育児介護休業法による育児休業もしくは同法による育児を理由とする所定労働時間の短縮等の措置等をいう。以下同じ）を終了し、職場復帰したときの報酬に低下がみられるような場合は、申出により標準報酬月額を改定する（第43条の2）。随時改定の場合と異なり、2等級以上の変動や固定的賃金の変動は必ずしも必要ではない。育児休業等終了日の翌日から起算して2月を経過した日の属する月の翌月から、標準報酬月額を改定する。育児休業等終了日の翌日が属する月以後3ヶ月間（その事業所に継続して使用された期間に限り、かつ報酬支払基礎日数が17日未満である月があるときはその月を除く）に受けた報酬の総額をその期間の月数で除して得た額を報酬月額とする。
- 育児休業等終了日の翌日に次に述べる産前産後休業を開始している被保険者は対象とならない。

決定された標準報酬月額は、1月から6月までに改定があった場合はその年8月まで、7月から12月までに改定があった場合は翌年の8月まで有効である。事業主は、要件に該当したときは速やかに（船舶所有者は10日以内に）報酬月額変更届を機構等に提出しなければならない。

#### 産前産後休業終了時改定
労働基準法上の産前産後休業の終了日が平成26年4月1日以降の被保険者を対象に、職場復帰したときの報酬に低下がみられるような場合は、申出により標準報酬月額を改定する（第43条の3）。随時改定の場合と異なり、2等級以上の変動や固定的賃金の変動は必ずしも必要ではない。産前産後休業終了日の翌日から起算して2月を経過した日の属する月の翌月から、標準報酬月額を改定する。産前産後休業終了日の翌日が属する月以後3ヶ月間（産前産後休業終了日の翌日において使用される事業所で継続して使用された期間に限り、かつ報酬支払基礎日数が17日未満である月があるときはその月を除く）に受けた報酬の総額をその期間の月数で除して得た額を報酬月額とする。
- 産前産後休業終了日の翌日に前に述べた育児休業等を開始している被保険者は対象とならない。

決定された標準報酬月額は、1月から6月までに改定があった場合はその年8月まで、7月から12月までに改定があった場合は翌年の8月まで有効である。事業主は、要件に該当したときは速やかに（船舶所有者は10日以内に）報酬月額変更届を機構等に提出しなければならない。

#### 任意継続被保険者
1. 当該任意継続被保険者の資格喪失時の標準報酬月額
2. 前年9月30日現在の当該任意継続被保険者の属する保険者の管掌する全被保険者の標準報酬月額を平均した額（健康保険組合の場合、当該平均した額の範囲内においてその規約で定めた額があるときは、その規約で定めた額）を報酬月額とみなした場合の標準報酬月額

1.と2.のいずれか少ない額とする（第47条）。原則として任意継続被保険者である期間中、改定はされない。船員保険における疾病任意継続被保険者についても、同内容となっている（船員保険法第23条）。なお、健康保険組合の場合、2022年1月からは、規約に定めることにより「当該健康保険組合における全被保険者の平均標準報酬月額を超え、資格喪失時の標準報酬月額未満の範囲内において規約で定める額」を当該健康保険組合の任意継続被保険者の保険料算定基礎とすることが可能となる（2.より1.の額が多い場合において、2.ではなく1.で算定することが可能になる）。これにより、資格喪失時に平均額を上回る多額の標準報酬月額を算定している任意継続被保険者について、その標準報酬月額を使用することが可能となる。
- 令和4年9月30日現在、協会けんぽにおける標準報酬月額の平均額は、30万円となっている[3]。

#### 特例退職被保険者
当該特定健康保険組合が管掌する、前年（1～3月の標準報酬月額については前々年）の9月30日における、特例退職被保険者以外の全被保険者の同月の標準報酬月額を平均した額の範囲内において、規約で定めた額を標準報酬月額の基礎となる報酬月額とみなしたときの標準報酬月額、とされる（附則第3条）。

## 標準賞与額
被保険者の実際の賞与額に、1,000円未満の端数を切り捨てて決定する。標準報酬月額のように実際の給与額を一定の等級で区切った報酬の範囲に当てはめるわけではない。上限額が設定されている。（健康保険と厚生年金保険とでは上限額が異なる）
なお、賞与が年4回以上支給される（と客観的に定められている）場合においては、当該賞与は、原則として「報酬」に該当する。
事業主は、賞与を支払った日から5日以内（船舶所有者は10日以内）に、賞与支払届を機構等に提出しなければならない。同一月に2回以上賞与を支払った場合は、最後の賞与支払日に一括して提出する。産前産後休業期間中や育児休業等期間中で保険料が免除されている者に当該期間中に賞与を支給した場合でも、賞与支払届の提出は必要であり、標準賞与額の決定も行われる（賞与に係る保険料は免除される）。
被保険者資格喪失月において、資格喪失前に支払われた賞与については、保険料賦課の対象とならない（つまり、月末退職でない限り、賞与を受けた月に退職してもその賞与に係る保険料は徴収されない）。ただし、年度の累計額には算入される。またこの場合でも賞与支払届は提出しなければならない。
健康保険・船員保険
賞与額が年度累計額573万円を超えた場合は、その月については超過分について保険料賦課の対象にせず、当該年度の翌月分以降に受ける賞与の標準賞与額はゼロとなる（第45条）。全給与が賞与として支払われる場合は、年度累計額が573万円を超過した部分については保険料賦課の対象とならない。なお累計は保険者単位で行われるので、年度途中で管掌する保険者が変わった場合、それまでの賞与額は新保険者の下では累計されない。
厚生年金
賞与を受けた月において、その額が150万円を超えるときは、これを150万円として計算する（厚生年金保険法第24条の4）。